# エルム街の悪夢
『エルム街の悪夢』（エルムがいのあくむ、A Nightmare on Elm Street）は、1984年のアメリカの超自然的スラッシャー映画。ウェス・クレイヴンが監督・脚本、ロバート・シェイが製作を務めた。出演は、ヘザー・ランゲンカンプ、ジョン・サクソン、ロニー・ブレイクリー、フレディ・クルーガー役のロバート・イングランド、そして映画デビューのジョニー・デップ。
1984年11月9日に米国で公開され、110万ドルの推定製作費に対して全世界で5700万ドルの興行収入を記録した。『エルム街の悪夢』は絶賛され、史上最高のホラー映画のひとつと考えられており、6つの続編、テレビシリーズ、「13日の金曜日」とのクロスオーバー、その他さまざまな商品からなるフランチャイズを生み出した。2010年には同名のリメイク版が公開された。『スタントマン殺人事件』『ポリエステル』や『ジャンク・イン・ザ・ダーク』を除けば、それまで映画の配給を主に行っていたニュー・ライン・シネマが初めて製作した作品のひとつであり、2008年までに同社を成功した映画スタジオへと導いた。

## ストーリー
悪夢に悩まされる女子高生のナンシー。それは、焼けただれた顔で指にナイフのような爪を装着した男に襲われる夢で、町の子供たちが縄跳びの時に歌う数え歌に登場するフレディにそっくりだった。
親友のティナの親が留守の日に、家に泊まるナンシーと男友達たち。その夜、ティナは切り裂かれて死に、男友達のロッドが逮捕された。殺していないと言うロッドのために、夢の中でフレディを探そうとして、逆に殺されかけるナンシー。ロッドは留置場で自殺に見せかけて殺された。
フレディは実在したと打ち明けるナンシーの母親。フレディは昔、この町で20人の子供を殺し、町の人々に追い詰められて焼き殺された男だったのだ。
男友達のグレンの手を借りて、フレディを夢の中から引きずり出そうと計画するナンシー。だが、グレンは眠ってしまい、フレディに殺された。
全ては夢だと看破するナンシー。フレディは消えて、ナンシーはティナたちが生きている明るい世界に戻った。だが、その世界にも現れるフレディ。悪夢は続いていた、

## 登場人物
フレディ・クルーガー
本名、フレッド・クルーガー。眠っている人の夢に出現し、右手の庭師用手袋にはめられた鉄の爪で相手を引き裂く殺人鬼。
ナンシー・トンプソン
今作の主人公。父親やグレンに、フレディや夢の出来事の話をするが、信じてもらえない。フレディと対決する。
ドナルド・トンプソン
ナンシーの父親。娘のナンシーの話を信じようとはしなかった。
マージ・トンプソン
ドナルドの妻でナンシーの母親。夢に悩まされるナンシーを心配する。ナンシーにフレディの真実を話す。
グレン・ランツ
ナンシーの恋人。ナンシーが夢の中の事を話すが、信じようとしない。
ロッド・レイン
ティナの恋人。ティナの殺害容疑をかけられ、警察に追われることになる。
ティナ・グレイ
ロッドの彼女。序盤でフレディに殺害される。

## キャスト
| 役名                       | 俳優                     | 日本語吹き替え | 日本語吹き替え |
| 役名                       | 俳優                     | ソフト版       | フジテレビ版   |
| -------------------------- | ------------------------ | -------------- | -------------- |
| フレディ・クルーガー       | ロバート・イングランド   | 稲田徹         | 江原正士       |
| ナンシー・トンプソン       | ヘザー・ランゲンカンプ   | 増田ゆき       | 中嶋朋子       |
| ドナルド・トンプソン警部補 | ジョン・サクソン         | 水内清光       | 樋浦勉         |
| マージ・トンプソン         | ロニー・ブレイクリー     | 紗ゆり         | 泉晶子         |
| グレン・ランツ             | ジョニー・デップ         | 石田彰         | 井上和彦       |
| ロッド・レイン             | ニック・コッリ           | 藤原啓治       | 大塚芳忠       |
| ティナ・グレイ             | アマンダ・ワイス         | 落合るみ       | 水谷優子       |
| パーカー巡査部長           | ジョゼフ・ホイップ       | 相沢まさき     |                |
| キング医師                 | チャールズ・フライシャー | 藤原啓治       |                |
| ガルシア巡査部長           | ジョー・アンガー         | 樫井笙人       |                |

- フジテレビ版 - 初放送1988年6月18日 『ゴールデン洋画劇場』
- ジョニー・デップにとっては、映画・初出演作である[7]。

## 評価
レビュー・アグリゲーターのRotten Tomatoesでは59件のレビューで支持率は95%、平均点は7.80/10となった。Metacriticでは12件のレビューを基に加重平均値が76/100となった。